# Hällaryd
Se även Hällaryds skärgård.
Hällaryd är en tätort i Karlshamns kommun, kyrkby i Hällaryds socken i Blekinge län, belägen mellan Karlshamn och Ronneby.

## Befolkningsutveckling
| Befolkningsutvecklingen i Hällaryd 1960–2020 | Befolkningsutvecklingen i Hällaryd 1960–2020 | Befolkningsutvecklingen i Hällaryd 1960–2020 | Befolkningsutvecklingen i Hällaryd 1960–2020 | Befolkningsutvecklingen i Hällaryd 1960–2020 |
| -------------------------------------------- | -------------------------------------------- | -------------------------------------------- | -------------------------------------------- | -------------------------------------------- |
|                                              |                                              |                                              |                                              |                                              |
| År                                           |                                              |                                              | Folkmängd                                    | Areal (ha)                                   |
| 1960                                         | 1960                                         |                                              | 350                                          |                                              |
| 1965                                         | 1965                                         |                                              | 437                                          |                                              |
| 1970                                         | 1970                                         |                                              | 592                                          |                                              |
| 1975                                         | 1975                                         |                                              | 641                                          |                                              |
| 1980                                         | 1980                                         |                                              | 605                                          |                                              |
| 1990                                         | 1990                                         |                                              | 595                                          | 66                                           |
| 1995                                         | 1995                                         |                                              | 580                                          | 70                                           |
| 2000                                         | 2000                                         |                                              | 578                                          | 70                                           |
| 2005                                         | 2005                                         |                                              | 553                                          | 70                                           |
| 2010                                         | 2010                                         |                                              | 546                                          | 70                                           |
| 2015                                         | 2015                                         |                                              | 673                                          | 116                                          |
| 2020                                         | 2020                                         |                                              | 631                                          | 116                                          |
| Anm.: växte 2015 samman med Kopprarp         |                                              |                                              |                                              |                                              |

## Idrott
Föreningen Hällaryds IF spelar sina matcher på Klockarebacken. Idrottsplatsen anlades i början av 50-talet.